# Bąkojad żółtodzioby
Bąkojad żółtodzioby (Buphagus africanus) – gatunek średniej wielkości ptaka z rodziny bąkojadów (Buphagidae). Występuje w Afryce Subsaharyjskiej. Nie jest zagrożony wyginięciem.

## Podgatunki i zasięg występowania
Wyróżnia się następujące podgatunki:
- B. a. africanus Linnaeus, 1766 – Mauretania i Senegal do północno-zachodniej Etiopii, na południe do północno-wschodniej Południowej Afryki
- B. a. langi Chapin, 1921 – Gabon, Kongo, Demokratyczna Republika Konga i zachodnia Angola

## Morfologia
Długość ciała wynosi 19–22 cm, masa ciała 55–70 g. Zgodnie z polską nazwą, gatunek ten posiada masywny, żółty dziób z czerwonym zakończeniem. Tęczówki czerwone. Wierzch ciała ciemny, szarobrązowy, spód ciała i kuper płowe.

## Ekologia i zachowanie
Środowisko
Lasy liściaste i cierniste zarośla. Zazwyczaj w pobliżu wody lub stad dużych zwierząt.
Pożywienie

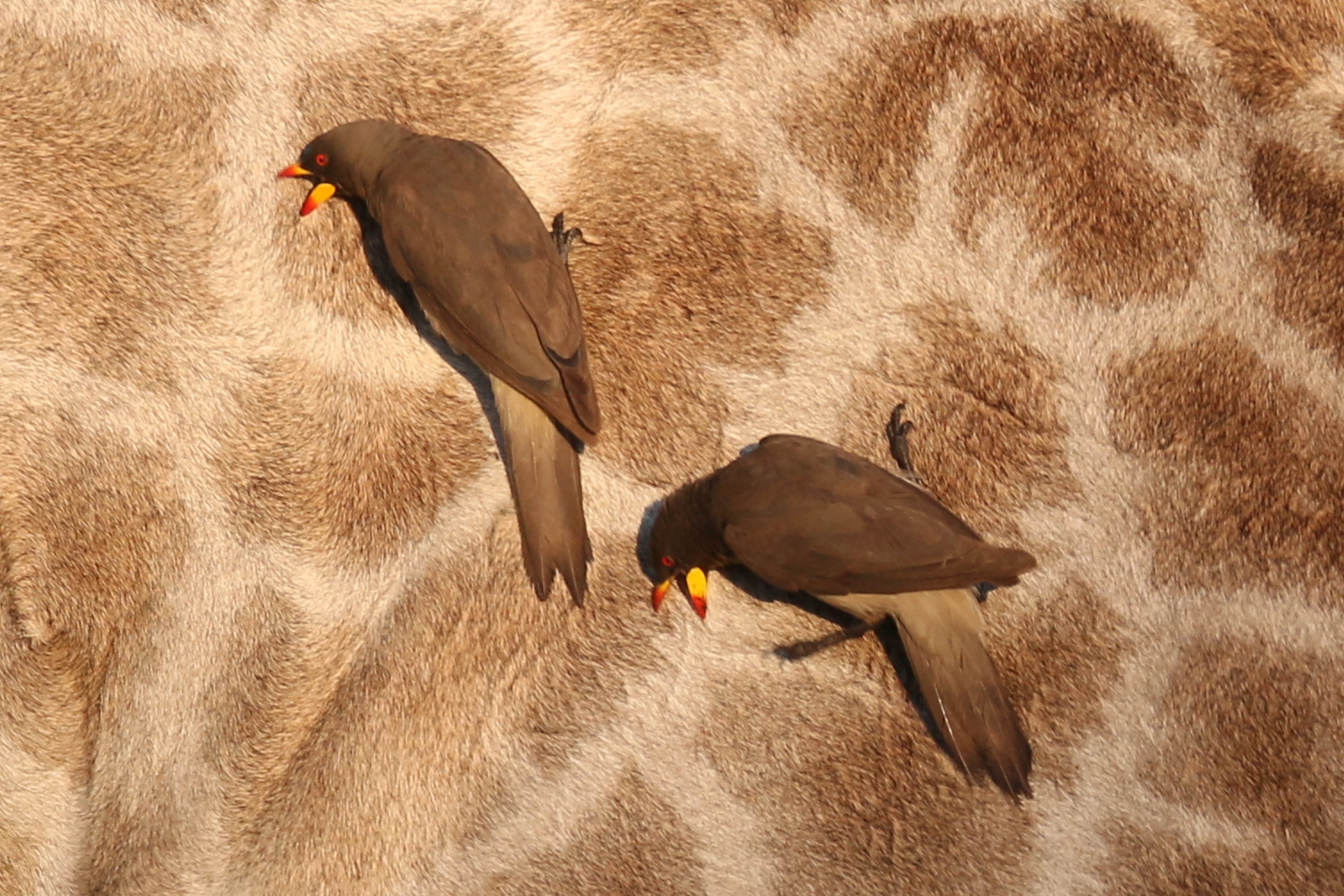
Żerujące bąkojady żółtodziobe

Żywi się pasożytami dużych, roślinożernych zwierząt (żyraf, krów): kleszczami, wszami, pchłami i muchówkami. Korzyść ta jest obopólna, więc zwierzęta tolerują siedzące na nich bąkojady, które często na nich nocują. Prócz tego zjadają tkankę i krew z ich ran.
Lęgi
Okres lęgowy przypada na porę deszczową. Gniazdo mieści się w dziupli, naturalnej lub wykutej przez dzięcioły. Jest ona broniona przed innymi bąkojadami, także papugami i szpakami. Wysokość ulokowania gniazda to 2–15 m nad ziemią; wyściółkę stanowią trawy, sierść, gałązki i okazjonalnie pióra. Matka składa 2 lub 3 białe albo kremowe jaja. Inkubacja trwa 13 dni, zazwyczaj wysiadują oba ptaki z pary. Pisklęta są karmione przez oboje rodziców oraz pomocników. Są w pełni opierzone po 25 dniach od wyklucia.

## Status
Międzynarodowa Unia Ochrony Przyrody (IUCN) uznaje bąkojada żółtodziobego za gatunek najmniejszej troski (LC, least concern) nieprzerwanie od 1988 (stan w 2020). Liczebność populacji nie została oszacowana, ale ptak ten opisywany jest jako pospolity w parkach narodowych i innych obszarach chronionych. Trend liczebności populacji uznaje się za spadkowy.